# Großer Preis von Spanien 2022
Der Große Preis von Spanien 2022 (offiziell Formula 1 Pirelli Gran Premio De España 2022) fand am 22. Mai auf dem Circuit de Barcelona-Catalunya in Montmeló statt und war das sechste Rennen der Formel-1-Weltmeisterschaft 2022.

## Bericht

### Hintergründe
Nach dem Großen Preis von Miami führte Charles Leclerc in der Fahrerwertung mit 19 Punkten vor Max Verstappen und mit 38 Punkten vor Sergio Pérez. In der Konstrukteurswertung führte Ferrari mit sechs Punkten vor Red Bull und mit 62 Punkten vor Mercedes.
Yuki Tsunoda, Lance Stroll, Verstappen (jeweils sieben), Nicholas Latifi (sechs), Pérez, Lando Norris, Valtteri Bottas, Fernando Alonso (jeweils fünf), Esteban Ocon (drei), Pierre Gasly, Lewis Hamilton, Alexander Albon, Kevin Magnussen, Daniel Ricciardo (jeweils zwei), Sebastian Vettel, Zhou Guanyu und George Russell (jeweils einer) gingen mit Strafpunkten ins Wochenende. Dazu gingen Tsunoda (drei), Carlos Sainz jr. (zwei), Albon, Ocon, Ricciardo und Stroll (jeweils eine) mit Verwarnungen ins Wochenende.
Mit Hamilton (sechsmal), Alonso (zweimal), Vettel und Verstappen (jeweils einmal) traten vier ehemalige Sieger zu diesem Grand Prix an.

### Training
Leclerc fuhr im ersten freien Training in 1:19,828 Minuten die Bestzeit vor Sainz jr. und Verstappen.
In 1:19,670 Minuten erzielte Leclerc im zweiten freien Training die Bestzeit vor Russell und Hamilton.
Leclerc fuhr mit einer Rundenzeit von 1:19,772 Minuten im dritten freien Training die Bestzeit vor Verstappen und Russell.

### Qualifying
Das Qualifying bestand aus drei Teilen mit einer Nettolaufzeit von 45 Minuten. Im ersten Qualifying-Segment (Q1) hatten die Fahrer 18 Minuten Zeit, um sich für das Rennen zu qualifizieren. Alle Fahrer, die im ersten Abschnitt eine Zeit erzielten, die maximal 107 Prozent der schnellsten Rundenzeit betrug, qualifizierten sich für den Grand Prix. Die besten 15 Fahrer erreichten den nächsten Teil. Leclerc war Schnellster. Die beiden Williams- und Aston-Martin-Piloten sowie Alonso schieden aus.
Der zweite Abschnitt (Q2) dauerte 15 Minuten. Die schnellsten zehn Piloten qualifizierten sich für den dritten Teil des Qualifyings. Verstappen war Schnellster. Die beiden AlphaTauri-Piloten, sowie Norris, Ocon und Zhou schieden aus. Mick Schumacher erreichte zum ersten Mal in seiner Karriere das dritte Qualifying-Segment.
Der letzte Abschnitt (Q3) ging über eine Zeit von zwölf Minuten, in denen die ersten zehn Startpositionen vergeben wurden. Leclerc fuhr mit einer Rundenzeit von 1:18,750 Minuten die Bestzeit vor Verstappen und Sainz jr.

### Rennen
Leclerc behielt beim Start die Führung vor Verstappen, während Sainz jr. einen schlechten Start hatte und von Russell und Pérez überholt wurde. Vor Kurve 4 kam es zu einer Berührung zwischen Hamilton und Magnussen, wobei Magnussen durch das Kiesbett fuhr, und die Fahrer auf den Plätzen 19 und 20 zurückfielen. Hamilton, der einen Reifenschaden vorne links erlitten hatte, schlug vor, das Auto aus dem Verkehr zu ziehen, wurde aber vom Team zum Rennen motiviert.
Sainz jr. drehte sich in Runde 7 in Kurve 4 und fiel auf den 11. Platz zurück, und Verstappen lag zwei Runden später an derselben Stelle. Beide machten eine Windbö dafür verantwortlich. In Runde 12 wurde Verstappen von Pèrez durchgelassen, litt jedoch unter wiederkehrenden DRS-Problemen, obwohl Teile des DRS vor dem Rennen ausgetauscht wurden. In Runde 13 waren Russell und Verstappen die ersten der vier besten Fahrer, die wegen der Mediums an die Box gingen, gefolgt von Pèrez in Runde 18, der hinter Russell und Verstappen herauskam. Da Verstappen nicht in der Lage war, Russell zu überholen, beantragte Pèrez in Runde 26 die Rückgabe der Position, wurde jedoch abgelehnt, obwohl ihm später im Rennen ein Positionstausch versprochen wurde.
In Runde 27 schied Leclerc, der später als die anderen Top-4-Fahrer an die Box kam und sich einen deutlichen Vorsprung erarbeitet hatte, mit einem Turbo- und MGU-H-Fehler aus dem Rennen aus, und Zhou schied ein paar Runden später aus. Russell übernahm die Führung des Rennens, Pérez war Zweiter, während Verstappen in Runde 30 einen frühen zweiten Boxenstopp einlegte.
In Runde 31 gelang es Pérez, Russell zu überholen und sich die Führung zu sichern. In Runde 36 kam Russell an die Box, eine Runde später folgte Pérez; beide entschieden sich für Mediums. In Runde 44 kam Verstappen zum dritten Mal an die Box, wieder auf dem Mediums, und Pèrez führte nun das Rennen an. Pérez wurde angewiesen, Verstappen durchzulassen, da sie unterschiedliche Strategien verfolgten, und Verstappen in Runde 49 die Führung des Rennens überließ.
Hamilton, der auf dem fünften Platz lag, überholte Sainz jr. in Runde 60 für den vierten Platz, Sainz jr. eroberte die Position in Runde 64 zurück, wobei Hamilton angewiesen wurde, aufzugeben und auszurollen, und sein Teamkollege Russell musste aufgrund von Überhitzungsproblemen ebenfalls langsamer fahren. Trotz der Probleme konnten Russell und Hamilton am Ende den dritten bzw. fünften Platz belegen.
Verstappen gewann das Rennen vor seinem Teamkollegen Pérez. Die restlichen Punkteplatzierungen belegten Sainz jr., Bottas, Ocon, Norris, Alonso und Tsunoda. Die schnellste Rennrunde fuhr Pérez, der dafür einen zusätzlichen Punkt erhielt.
In der Fahrerwertung übernahm Verstappen die Führung vor Leclerc, Pérez blieb Dritter. In der Konstrukteurswertung übernahm Red Bull parallel die Führung vor Ferrari, Mercedes blieb Dritter.

## Meldeliste
| Team                                  | Nr. | Fahrer           | Chassis                           | Motor                             | Reifen |
| ------------------------------------- | --- | ---------------- | --------------------------------- | --------------------------------- | ------ |
| Oracle Red Bull Racing                | 01  | Max Verstappen   | Red Bull Racing RB18              | Red Bull RBPTH001                 | P      |
| Oracle Red Bull Racing                | 11  | Sergio Pérez     | Red Bull Racing RB18              | Red Bull RBPTH001                 | P      |
| Oracle Red Bull Racing                | 36  | Jüri Vips        | Red Bull Racing RB18              | Red Bull RBPTH001                 | P      |
| Mercedes-AMG Petronas F1 Team         | 63  | George Russell   | Mercedes-AMG F1 W13 E Performance | Mercedes-AMG F1 M13 E Performance | P      |
| Mercedes-AMG Petronas F1 Team         | 44  | Lewis Hamilton   | Mercedes-AMG F1 W13 E Performance | Mercedes-AMG F1 M13 E Performance | P      |
| Scuderia Ferrari                      | 16  | Charles Leclerc  | Ferrari F1-75                     | Ferrari 066/7                     | P      |
| Scuderia Ferrari                      | 55  | Carlos Sainz jr. | Ferrari F1-75                     | Ferrari 066/7                     | P      |
| McLaren F1 Team                       | 03  | Daniel Ricciardo | McLaren MCL36                     | Mercedes-AMG F1 M13 E Performance | P      |
| McLaren F1 Team                       | 04  | Lando Norris     | McLaren MCL36                     | Mercedes-AMG F1 M13 E Performance | P      |
| BWT Alpine F1 Team                    | 14  | Fernando Alonso  | Alpine A522                       | Renault E-Tech RE22               | P      |
| BWT Alpine F1 Team                    | 31  | Esteban Ocon     | Alpine A522                       | Renault E-Tech RE22               | P      |
| Scuderia AlphaTauri                   | 10  | Pierre Gasly     | AlphaTauri AT03                   | Red Bull RBPTH001                 | P      |
| Scuderia AlphaTauri                   | 22  | Yuki Tsunoda     | AlphaTauri AT03                   | Red Bull RBPTH001                 | P      |
| Aston Martin Aramco Cognizant F1 Team | 18  | Lance Stroll     | Aston Martin AMR22                | Mercedes-AMG F1 M13 E Performance | P      |
| Aston Martin Aramco Cognizant F1 Team | 05  | Sebastian Vettel | Aston Martin AMR22                | Mercedes-AMG F1 M13 E Performance | P      |
| Williams Racing                       | 23  | Alexander Albon  | Williams FW44                     | Mercedes-AMG F1 M13 E Performance | P      |
| Williams Racing                       | 45  | Nyck de Vries    | Williams FW44                     | Mercedes-AMG F1 M13 E Performance | P      |
| Williams Racing                       | 06  | Nicholas Latifi  | Williams FW44                     | Mercedes-AMG F1 M13 E Performance | P      |
| Alfa Romeo F1 Team ORLEN              | 77  | Valtteri Bottas  | Alfa Romeo C42                    | Ferrari 066/7                     | P      |
| Alfa Romeo F1 Team ORLEN              | 24  | Zhou Guanyu      | Alfa Romeo C42                    | Ferrari 066/7                     | P      |
| Alfa Romeo F1 Team ORLEN              | 88  | Robert Kubica    | Alfa Romeo C42                    | Ferrari 066/7                     | P      |
| Haas F1 Team                          | 20  | Kevin Magnussen  | Haas VF-22                        | Ferrari 066/7                     | P      |
| Haas F1 Team                          | 47  | Mick Schumacher  | Haas VF-22                        | Ferrari 066/7                     | P      |

Anmerkungen
1. 1 2  Der Red Bull mit der Startnummer 36 wurde im ersten freien Training für Vips eingesetzt. Pérez übernahm das Fahrzeug anschließend für das restliche Rennwochenende mit seiner Startnummer 11.
2. 1 2  Der Williams mit der Startnummer 45 wurde im ersten freien Training für de Vries eingesetzt. Albon übernahm das Fahrzeug anschließend für das restliche Rennwochenende mit seiner Startnummer 23.
3. 1 2  Der Alfa Romeo mit der Startnummer 88 wurde im ersten freien Training für Kubica eingesetzt. Zhou übernahm das Fahrzeug anschließend für das restliche Rennwochenende mit seiner Startnummer 24.

## Klassifikationen

### Qualifying
| Pos.                                                                      | Fahrer           | Konstrukteur                 | Q1       | Q2       | Q3       | Start |
| ------------------------------------------------------------------------- | ---------------- | ---------------------------- | -------- | -------- | -------- | ----- |
| 01                                                                        | Charles Leclerc  | Ferrari                      | 1:19,861 | 1:19,969 | 1:18,750 | 01    |
| 02                                                                        | Max Verstappen   | Red Bull Racing-RBPT         | 1:20,091 | 1:19,219 | 1:19,073 | 02    |
| 03                                                                        | Carlos Sainz jr. | Ferrari                      | 1:19,892 | 1:19,453 | 1:19,166 | 03    |
| 04                                                                        | George Russell   | Mercedes                     | 1:20,218 | 1:19,470 | 1:19,393 | 04    |
| 05                                                                        | Sergio Pérez     | Red Bull Racing-RBPT         | 1:20,447 | 1:19,830 | 1:19,420 | 05    |
| 06                                                                        | Lewis Hamilton   | Mercedes                     | 1:20,252 | 1:19,794 | 1:19,512 | 06    |
| 07                                                                        | Valtteri Bottas  | Alfa Romeo-Ferrari           | 1:20,355 | 1:20,053 | 1:19,608 | 07    |
| 08                                                                        | Kevin Magnussen  | Haas-Ferrari                 | 1:20,227 | 1:19,810 | 1:19,682 | 08    |
| 09                                                                        | Daniel Ricciardo | McLaren-Mercedes             | 1:20,549 | 1:20,287 | 1:20,297 | 09    |
| 10                                                                        | Mick Schumacher  | Haas-Ferrari                 | 1:20,683 | 1:20,436 | 1:20,368 | 10    |
| 11                                                                        | Lando Norris     | McLaren-Mercedes             | 1:20,838 | 1:20,471 | –        | 11    |
| 12                                                                        | Esteban Ocon     | Alpine-Renault               | 1:20,880 | 1:20,638 | –        | 12    |
| 13                                                                        | Yuki Tsunoda     | AlphaTauri-RBPT              | 1:20,707 | 1:20,639 | –        | 13    |
| 14                                                                        | Pierre Gasly     | AlphaTauri-RBPT              | 1:20,719 | 1:20,861 | –        | 14    |
| 15                                                                        | Zhou Guanyu      | Alfa Romeo-Ferrari           | 1:20,476 | 1:21,094 | –        | 15    |
| 16                                                                        | Sebastian Vettel | Aston Martin Aramco-Mercedes | 1:20,954 | –        | –        | 16    |
| 17                                                                        | Fernando Alonso  | Alpine-Renault               | 1:21,043 | –        | –        | 20    |
| 18                                                                        | Lance Stroll     | Aston Martin Aramco-Mercedes | 1:21,418 | –        | –        | 17    |
| 19                                                                        | Alexander Albon  | Williams-Mercedes            | 1:21,645 | –        | –        | 18    |
| 20                                                                        | Nicholas Latifi  | Williams-Mercedes            | 1:21,915 | –        | –        | 19    |
| 107-Prozent-Zeit: 1:25,451 min (bezogen auf Q1-Bestzeit von 1:19,861 min) |                  |                              |          |          |          |       |

Anmerkungen
1. ↑  Alonso wurde wegen eines Motorenwechsels ans Ende des Feldes versetzt.

### Rennen
| Pos. | Fahrer           | Konstrukteur                 | Runden | Stopps | Zeit        | Start | Schnellste Runde |
| ---- | ---------------- | ---------------------------- | ------ | ------ | ----------- | ----- | ---------------- |
| 01   | Max Verstappen   | Red Bull Racing-RBPT         | 66     | 3      | 1:37:20,475 | 02    | 1:25,456 (46.)   |
| 02   | Sergio Pérez     | Red Bull Racing-RBPT         | 66     | 3      | + 13,072    | 05    | 1:24,108 (55.)   |
| 03   | George Russell   | Mercedes                     | 66     | 3      | + 32,927    | 04    | 1:24,636 (53.)   |
| 04   | Carlos Sainz jr. | Ferrari                      | 66     | 3      | + 45,208    | 03    | 1:25,985 (49.)   |
| 05   | Lewis Hamilton   | Mercedes                     | 66     | 3      | + 54,534    | 06    | 1:24,253 (51.)   |
| 06   | Valtteri Bottas  | Alfa Romeo-Ferrari           | 66     | 2      | + 59,976    | 07    | 1:26,395 (36.)   |
| 07   | Esteban Ocon     | Alpine-Renault               | 66     | 3      | + 1:15,397  | 12    | 1:25,935 (54.)   |
| 08   | Lando Norris     | McLaren-Mercedes             | 66     | 3      | + 1:23,235  | 11    | 1:25,619 (53.)   |
| 09   | Fernando Alonso  | Alpine-Renault               | 65     | 3      | + 1 Runde   | 20    | 1:26,599 (56.)   |
| 10   | Yuki Tsunoda     | AlphaTauri-RBPT              | 65     | 3      | + 1 Runde   | 13    | 1:26,828 (59.)   |
| 11   | Sebastian Vettel | Aston Martin Aramco-Mercedes | 65     | 2      | + 1 Runde   | 16    | 1:27,629 (59.)   |
| 12   | Daniel Ricciardo | McLaren-Mercedes             | 65     | 3      | + 1 Runde   | 09    | 1:27,285 (54.)   |
| 13   | Pierre Gasly     | AlphaTauri-RBPT              | 65     | 3      | + 1 Runde   | 14    | 1:26,987 (51.)   |
| 14   | Mick Schumacher  | Haas-Ferrari                 | 65     | 2      | + 1 Runde   | 10    | 1:27,447 (32.)   |
| 15   | Lance Stroll     | Aston Martin Aramco-Mercedes | 65     | 3      | + 1 Runde   | 18    | 1:26,876 (54.)   |
| 16   | Nicholas Latifi  | Williams-Mercedes            | 64     | 3      | + 2 Runden  | 19    | 1:27,246 (52.)   |
| 17   | Kevin Magnussen  | Haas-Ferrari                 | 64     | 2      | + 2 Runden  | 08    | 1:27,537 (03.)   |
| 18   | Alexander Albon  | Williams-Mercedes            | 64     | 4      | + 2 Runden  | 19    | 1:28,281 (56.)   |
| –    | Zhou Guanyu      | Alfa Romeo-Ferrari           | 28     | 1      | DNF         | 15    | 1:28,415 (12.)   |
| –    | Charles Leclerc  | Ferrari                      | 27     | 1      | DNF         | 01    | 1:27,030 (25.)   |

Anmerkungen
1. ↑  Albon erhielt nachträglich eine Zeitstrafe von fünf Sekunden für das Verlassen der Strecke.

## WM-Stände nach dem Rennen
Die ersten zehn des Rennens bekamen 25, 18, 15, 12, 10, 8, 6, 4, 2 bzw. 1 Punkt(e). Zusätzlich gab es einen Punkt für die schnellste Rennrunde, da der Fahrer unter den ersten Zehn landete.

### Fahrerwertung
| Pos. | Fahrer           | Konstrukteur         | Punkte |
| ---- | ---------------- | -------------------- | ------ |
| 01   | Max Verstappen   | Red Bull Racing-RBPT | 110    |
| 02   | Charles Leclerc  | Ferrari              | 104    |
| 03   | Sergio Pérez     | Red Bull Racing-RBPT | 85     |
| 04   | George Russell   | Mercedes             | 74     |
| 05   | Carlos Sainz jr. | Ferrari              | 65     |
| 06   | Lewis Hamilton   | Mercedes             | 46     |
| 07   | Lando Norris     | McLaren-Mercedes     | 39     |
| 08   | Valtteri Bottas  | Alfa Romeo-Ferrari   | 38     |
| 09   | Esteban Ocon     | Alpine-Renault       | 30     |
| 10   | Kevin Magnussen  | Haas-Ferrari         | 15     |
| 11   | Daniel Ricciardo | McLaren-Mercedes     | 11     |

| Pos. | Fahrer           | Konstrukteur                 | Punkte |
| ---- | ---------------- | ---------------------------- | ------ |
| 12   | Yuki Tsunoda     | AlphaTauri-RBPT              | 11     |
| 13   | Pierre Gasly     | AlphaTauri-RBPT              | 6      |
| 14   | Sebastian Vettel | Aston Martin Aramco-Mercedes | 4      |
| 15   | Fernando Alonso  | Alpine-Renault               | 4      |
| 16   | Alexander Albon  | Williams-Mercedes            | 3      |
| 17   | Lance Stroll     | Aston Martin Aramco-Mercedes | 2      |
| 18   | Zhou Guanyu      | Alfa Romeo-Ferrari           | 1      |
| 19   | Mick Schumacher  | Haas-Ferrari                 | 0      |
| 20   | Nico Hülkenberg  | Aston Martin Aramco-Mercedes | 0      |
| 21   | Nicholas Latifi  | Williams-Mercedes            | 0      |

### Konstrukteurswertung
| Pos. | Konstrukteur         | Punkte |
| ---- | -------------------- | ------ |
| 1    | Red Bull Racing-RBPT | 195    |
| 2    | Ferrari              | 169    |
| 3    | Mercedes             | 120    |
| 4    | McLaren-Mercedes     | 50     |
| 5    | Alfa Romeo-Ferrari   | 39     |

| Pos. | Konstrukteur                 | Punkte |
| ---- | ---------------------------- | ------ |
| 06   | Alpine-Renault               | 34     |
| 07   | AlphaTauri-RBPT              | 17     |
| 08   | Haas-Ferrari                 | 15     |
| 09   | Aston Martin Aramco-Mercedes | 6      |
| 10   | Williams-Mercedes            | 3      |